# Adrian Scarborough
Adrian Scarborough (* 10. Mai 1968 in Melton Mowbray, Leicestershire) ist ein britischer Theater- und Filmschauspieler.

## Leben
Adrian Scarborough besuchte die Theaterschule in Bristol und wurde ab 1991 als Theaterschauspieler tätig. Er spielte regelmäßig am Royal National Theatre in London.
Seit 1994 ist er auch in Film und Fernsehen in zahlreichen Nebenrollen zu sehen. In der US-Sitcom Blunt Talk spielte er Harry Chandler. Insgesamt spielte er in über 90 Produktionen mit.

## Filmografie (Auswahl)
- 1994: King George – Ein Königreich für mehr Verstand (The Madness of King George)
- 2001: Gosford Park
- 2002: Inspector Barnaby (Midsomer Murders, Fernsehserie, eine Folge)
- 2003: To Kill a King
- 2004: Vera Drake
- 2006: Die History Boys – Fürs Leben lernen (The History Boys)
- 2006: Tagebuch eines Skandals (Notes on a Scandal)
- 2007: Elizabeth – Das goldene Königreich (Elizabeth: The Golden Age)
- 2007: Cranford (Fernsehserie, 5 Folgen)
- 2007: New Tricks – Die Krimispezialisten (New Tricks, Fernsehserie, 1 Folge)
- 2007: Inspector Barnaby (Midsomer Murders, Fernsehserie, eine Folge)
- 2007–2008: Gavin & Stacey (Fernsehserie, 8 Folgen)
- 2009–2015: Miranda (Fernsehserie, 5 Folgen)
- 2010: The King’s Speech
- 2010–2012: Rückkehr ins Haus am Eaton Place (Upstairs Downstairs, Fernsehserie, 9 Folgen)
- 2012: Les Misérables
- 2013: The Paradise (Fernsehserie, 5 Folgen)
- 2013–2015: Up the Woman (Fernsehserie, 7 Folgen)
- 2013 Death in Paradise (Fernsehserie, 1 Folge)
- 2013–2014: Plebs (Fernsehserie, 6 Folgen)
- 2014: Die Gärtnerin von Versailles (A Little Chaos)
- 2014: Edge of Heaven (Fernsehserie, 6 Folgen)
- 2015–2016: Blunt Talk (Fernsehserie, 20 Folgen)
- 2016: Crashing (Miniserie, 6 Folgen)
- 2016: Inspector Barnaby (Midsomer Murders, Fernsehserie, eine Folge)
- 2017: Am Strand (On Chesil Beach)
- 2017: Kommissar Maigret: Die Tänzerin und die Gräfin (Maigret in Montmartre)
- 2018: Ein Mops zum Verlieben (Patrick)
- 2018: A Very English Scandal (Fernsehserie, eine Folge)
- 2019: The Last Vermeer
- 2019: 1917
- 2019: Killing Eve (Fernsehserie, 3 Folgen)
- 2020: Artemis Fowl
- 2022: The Chelsea Detective (Fernsehserie)